# Episkopi
Episkopi (in greco Επισκοπή?) è un ex comune della Grecia nella periferia di Creta (unità periferica di Candia) con 2 533 abitanti secondo i dati del censimento 2001.
È stato soppresso a seguito della riforma amministrativa, detta Programma Callicrate, in vigore dal gennaio 2011 ed è ora compreso nel comune di Chersonissos.

## Monumenti e luoghi d'interesse
- Monastero di Agarathos